# 祖魯聯賽

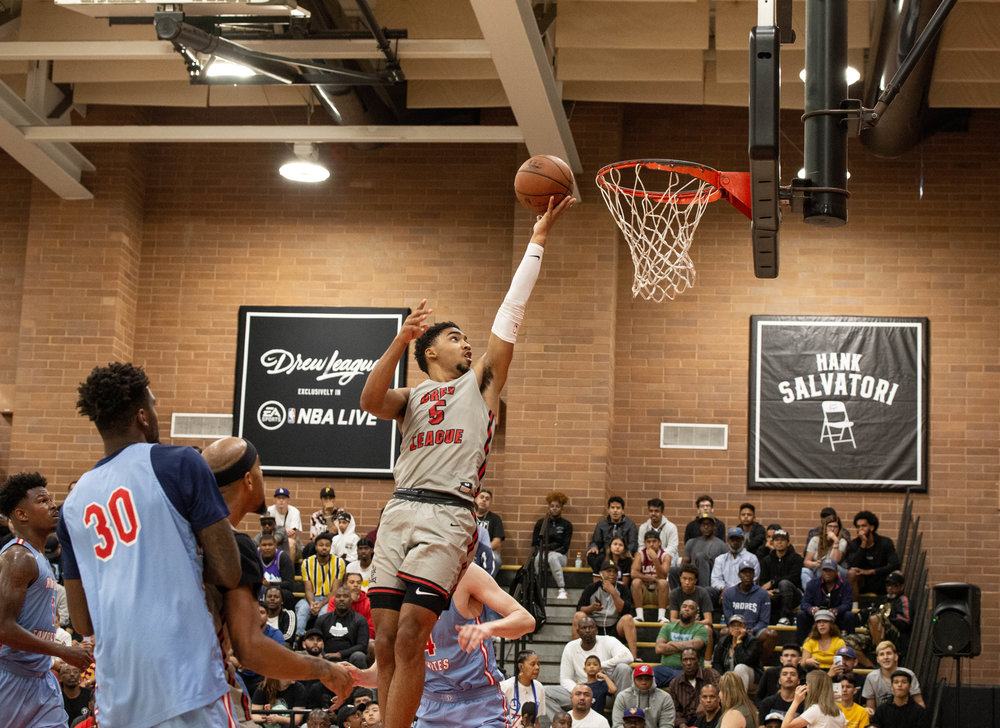
凯尼恩·马丁在2019年祖鲁联赛中上篮。

祖魯聯賽（英語：Drew League）是每年夏天在加州洛杉矶举行的职业业余混合篮球联赛。该联盟成立于1973年，多年来越来越受欢迎，NBA球员定期参加其比赛。